# وین فریرا
 وین فریرا (انگلیسی: Wayne Ferreira؛ زاده ۱۵ سپتامبر ۱۹۷۱) یک تنیس‌باز اهل آفریقای جنوبی است.